# Piotr Kulawy
Piotr V Kulawy (rum. Petru al V-lea Șchiopul) – hospodar mołdawski, w latach 1574–1577, 1578–1579 i 1582–1591, z dynastii Basarabów.
Był synem hospodara wołoskiego Mirczy V Pastucha. Osadzony został na tronie hospodarskim Mołdawii przez Imperium osmańskie po pokonaniu przez Turków Jana III Srogiego. Uległy bojarom i poddający się wpływom polskim i katolickim (m.in. odnowił szkołę łacińską w Cotnari), musiał stawić czoło wystąpieniom chłopskim, inspirowanym przez domniemanych dziedziców Jana Srogiego oraz Kozaków. W 1577 musiał nawet ustąpić z Jassów, uległszy Janowi IV Podkowie. Dwukrotnie powracał na tron, ostatecznie został obalony w 1591 wskutek rozruchów ludowych. Zbiegł do Polski, a następnie do Austrii.
Na dworze Piotra Kulawego powstały dwie kroniki, jedna w języku słowiańskim (mnicha Azarie) i jedna w języku greckim. W powstałej w połowie XVII w. kronice bojara Grzegorza Ureche Piotr Kulawy został zaprezentowany jako ideał władcy (z uwagi na swoją uległość wobec bojarów).
Jest pochowany w cerkwi ufundowanego przez siebie monastyru Galata pod Jassami.